# ريتش تومسون (لاعب كرة قاعدة)
ريتش تومسون (بالإنجليزية: Rich Thompson)‏ هو لاعب كرة قاعدة أمريكي، ولد في 1 نوفمبر 1958 في نيويورك في الولايات المتحدة.

## وصلات خارجية
- ريتش تومسون (لاعب كرة قاعدة) على موقعبيزبول رفرنس.كوم (الدوري الرئيسي) (الإنجليزية)